# Pulicaria filaginoides
Pulicaria filaginoides là một loài thực vật có hoa trong họ Cúc. Loài này được Pomel miêu tả khoa học đầu tiên năm 1874.